# Morée
Morée ist eine französische Gemeinde mit 1.079 Einwohnern (Stand: 1. Januar 2022) im Département Loir-et-Cher in der Region Centre-Val de Loire. Sie gehört zum Kanton Le Perche und zum Arrondissement Vendôme. Die Einwohner werden Moréens genannt.

## Geografie
Morée liegt etwa 35 Kilometer nordnordwestlich von Blois in der Landschaft Le Perche am Fluss Loir, der die westliche Gemeindegrenze bildet. Hier mündet auch der Nebenfluss Baignon in den Loir ein. Umgeben wird Morée von den Nachbargemeinden Brévainville im Norden und Nordosten, Moisy im Osten, Vievy-le-Rayé im Süden und Südosten, Fréteval im Westen und Südwesten sowie Saint-Hilaire-la-Gravelle im Westen und Nordwesten.

## Bevölkerungsentwicklung
| Einwohner                  | 962 | 979 | 1012 | 1104 | 1061 | 994 | 1069 | 1082 |
| Quellen: Cassini und INSEE |     |     |      |      |      |     |      |      |

## Sehenswürdigkeiten
- Kirche Notre-Dame-des-Hautes-Forêts  aus dem 12. Jahrhundert
- Toreinfahrt zu einem früheren Herrenhaus, Monument historique

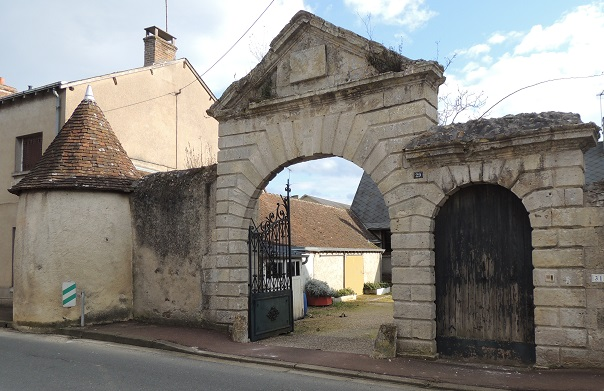
Toreinfahrt